# San Miguelito (miasto w Panamie)
San Miguelito – miasto w środkowej Panamie, w prowincja Panama, położone na północ kilka kilometrów od stolicy kraju Panamy. Wchodzi w skład aglomeracji stołecznej. Drugie pod względem liczby ludności miasto kraju; ludność: 346 tys. mieszk. (2010). Jeszcze w 1960 było to niewielkie miasteczko, które zamieszkiwało wówczas 13,0 tys. osób.
W mieście rozwinął się przemysł spożywczy oraz odzieżowy.